# Ersitzung
Ersitzung (lat. usucapio) ist ein Begriff aus dem Sachenrecht und bedeutet den Erwerb des Eigentums an einer Sache nach einer bestimmten Besitzzeit. Zusätzlich muss der Erwerber sich während der Besitzzeit für den Eigentümer gehalten und die Sache wie seine eigene behandelt haben.
Die Ersitzung bewirkt den Eigentumserwerb kraft Gesetzes (originärer Eigentumserwerb). Der bisherige Eigentümer verliert seine Rechte an der Sache, während der Erwerber sie erlangt. Einer Einigung des bisherigen Eigentümers mit dem Erwerber darüber, dass das Eigentum übergehen soll, bedarf es nicht.

## Bedeutung
Bei der Ersitzung folgt nach Ablauf der Besitzzeit „das Rechtliche dem Faktischen.“ Ihr liegt die Vorstellung von einer heilenden Wirkung der Zeit zugrunde. Sie stellt damit Rechtsfrieden her ähnlich der Verjährung.
Einerseits wird dem Beharrungs- oder Kontinuitätsinteresse des Eigenbesitzers, der sich irrtümlich für den Eigentümer gehalten hat, Genüge getan, andererseits wird dem Verkehrsschutz (Rechtsscheinschutz) Rechnung getragen. Die Diskrepanz zwischen vermeintlicher und wahrer Rechtslage wird beseitigt. Wer längere Zeit auf das Eigentum an einer Sache vertraut und sie wie seine eigene behandelt hat, erwirbt nach Ablauf dieser Zeit tatsächlich das Eigentum und braucht die Sache nicht mehr herauszugeben. In aller Regel könnte der ursprüngliche Eigentümer nach längerer Zeit sein Eigentum auch gar nicht mehr beweisen.
Der Bösgläubige wird zwar nicht Eigentümer, kann nach 30 Jahren aber die Herausgabe der Sache wegen Verjährung verweigern (§ 197 Abs. 1 Nr. 2 BGB).

## Herkunft aus dem römischen Recht
Im römischen Recht konnten nur solche Rechte übertragen werden, die einem auch tatsächlich zustanden (nemo plus iuris transferre potest quam ipse habet). Das römische Recht kannte insoweit keinen gutgläubigen Erwerb vom Nichtberechtigten durch Rechtsgeschäft.
Das Eigentum an einer Sache konnte außerhalb des Geschäftsverkehrs allenfalls durch Inbesitzhalten über einen Zeitraum von mindestens einem Jahr erworben werden (usucapio). Geregelt war diese im frührepublikanischen Zwölftafelgesetz mit Tafel VI, 3 (Sachenrecht): Wer demnach ein fremdes Grundstück zwei Jahre, eine fremde Sache ein Jahr in Besitz (usus) hatte, erwarb originäres Eigentum und war nicht mehr vom bisherigen Erwerbsgrund und der Gewährschaft (auctoritas) des Vormannes abhängig. Die XII Tafeln regelten allerdings Ausnahmetatbestände. So konnte an ersitzungsfähigen, aber entwendeten Sachen (res furtivae) oder an res mancipi, die eine Frau ohne Einwilligung ihres Rechtsvormunds (auctoritas tutoris) veräußert hatte, kein Rechtswechsel eintreten. Die Ausnahme zur Regelung für gestohlene Sachen wurde im 2. Jahrhundert v. Chr. durch eine lex Atinia bestätigt und durch die lex Plautia de vi im 1. Jahrhundert v. Chr. noch auf geraubte Sachen erweitert.
Die Ersitzung war an sechs Voraussetzungen geknüpft: Es musste sich um eine ersitzungsfähige Sache (res habilis) handeln, die nicht abhandengekommen ist. Der Erwerbsgrund musste anerkannt sein (iusta causa), wobei auch der Ersitzungstitel pro derelicto genügte. Erforderlich war daneben Eigenbesitz, der nicht (gewaltsam oder heimlich) erworben war oder aus einer Bittleihe stammte. Weitere Erwerbsvoraussetzung war bona fides (guter Glaube) unter Einhaltung der Ersitzungszeit (tempus). Zwischenzeitlicher Besitzverlust (usurpatio) führte zur Unterbrechung der Frist.

## Deutsches Recht
Anders als das römische Recht sieht das Bürgerliche Gesetzbuch (BGB) vor, dass Rechtspositionen unter bestimmten Umständen durch einen Dritten erworben werden können, obwohl dem Veräußerer diese Positionen nicht zustehen. Diese Möglichkeit dient dem Schutz des Vertrauens in den Rechtsverkehr sowie dessen Praktikabilität. Das am 1. Januar 1900 in Kraft getretene BGB lässt in § 932 BGB den Erwerb von einem Nichtberechtigten zu, wenn dieser gegenüber Dritten als Inhaber des Rechts erscheint. Bei beweglichen Sachen manifestiert sich dieser Rechtsschein durch den Besitz (§ 1006 BGB), für Rechte an Grundstücken gilt der öffentliche Glaube des Grundbuchs (§ 892 BGB).
Die Ersitzung ermöglicht den Rechtserwerb daher insbesondere in Fällen, in denen ein rechtsgeschäftlicher Erwerb vom Nichtberechtigten vom BGB ausnahmsweise nicht anerkannt wird. Dies ist der Fall bei Sachen, die dem Eigentümer gestohlen worden, verloren gegangen oder sonst abhandengekommen waren (§ 935 Abs. 1 BGB).  Ein weiterer Anwendungsfall ist der Erwerb von einem nicht verfügungsbefugten oder geschäftsunfähigen Berechtigten (unwirksames Kausal- oder Verfügungsgeschäft).
Beispiele:
- Ein Dieb stiehlt ein Gemälde und veräußert es an einen gutgläubigen Käufer, der von dem Diebstahl nichts weiß.
- Eine Person ist bei Abgabe eines Schenkungsversprechens und der schenkungsweisen Übereignung eines Gemäldes unerkannt geschäftsunfähig.[25][26]

Das Eigentum an dem Gemälde wird sowohl von dem Käufer als auch von dem Beschenkten zwar nicht rechtsgeschäftlich, aber nach Ablauf der maßgeblichen Frist kraft Gesetzes durch Ersitzung erworben.

### Bewegliche Sachen
Wer eine bewegliche Sache zehn Jahre lang redlich in Eigenbesitz (§ 872 BGB) hatte, erwirbt gemäß § 937 BGB das Eigentum. Die Ersitzung verschafft also demjenigen, der sich innerhalb eines bestimmten Zeitraumes redlich für den Eigentümer hält, ohne dies wirklich zu sein, das Eigentum, wenn er die Sache über die Frist ununterbrochen als ihm gehörig besessen hat. Es besteht eine (widerlegliche) Vermutung für den ununterbrochenen Eigenbesitz, wenn er am Anfang und am Ende dieses Zeitraums bestanden hat (§ 938 BGB).
Auch der Nießbrauch an einer beweglichen Sache kann durch Ersitzung erworben werden. Darauf finden die für den Erwerb des Eigentums durch Ersitzung geltenden Vorschriften entsprechende Anwendung (§ 1033 BGB).
Das Gesetz beseitigt damit nach dem Ablauf der Ersitzungsfrist die Diskrepanz zwischen vermeintlicher und wahrer Rechtslage und trägt der Tatsache Rechnung, dass nach Ablauf langer Zeit erhebliche Beweisschwierigkeiten bestehen werden, die Umstände des Besitzverlustes beim früheren Eigentümer noch aufzuklären.
Der Erwerb des Eigentums entspringt dem sogenannten „Beharrungs-“ oder „Kontinuitätsinteresse“ des Eigenbesitzers. Redlich handelt der Ersitzer nur, wenn er sowohl beim Erwerb des Besitzes als auch während der Ersitzungsfrist in gutem Glauben an sein Eigentum war. Dabei schadet beim Besitzerwerb schon die grob fahrlässige Unkenntnis, dass er kein Eigentum erworben hat.
Streitig ist, ob die Ersitzung zu bereicherungsrechtlichen Ansprüchen führt. Problematisch ist dabei, ob der Eigentumserwerb ohne rechtlichen Grund im Sinne von § 812 BGB erfolgt. Teils wird das damit begründet, dass das Gesetz keine Verweisung auf das Bereicherungsrecht wie in § 951, § 977 BGB enthalte. Einer anderen Ansicht zufolge bestehe ein Anspruch aus Leistungskondiktion, wenn der Eigenbesitz nach einer fehlgeschlagenen Leistungsbeziehung zum Voreigentümer erlangt worden war. In diesem Fall soll über § 818 Abs. 1 BGB die Herausgabe der Sache verlangt werden können. Streitig ist ebenfalls, ob eine Eingriffskondiktion, die lediglich auf den Eigentumsverlust gestützt wird, in Betracht komme. Der Bundesgerichtshof (BGH) hat sich inzwischen der Ansicht angeschlossen, nach der Bereicherungsansprüche grundsätzlich ausgeschlossen sein sollen, weil „der Erwerb durch Ersitzung seinen Rechtsgrund in sich“ trage.

### Grundstücke
Das Eigentum an einem Grundstück kann ebenfalls ersessen werden. Hier spricht man von der sogenannten „Buch-“ oder „Tabularersitzung“. Gemäß § 900 Abs. 1 BGB ist dazu notwendig, dass die Person, zu deren Gunsten die Ersitzung wirksam werden soll, dreißig Jahre lang
- im Grundbuch – unberechtigt – als Eigentümer eingetragen ist, und
- das Grundstück auch tatsächlich in Eigenbesitz hatte. Auf einen guten Glauben kommt es dabei – anders als bei beweglichen Sachen – nicht an.

Unter gleichen Voraussetzungen ist eine Ersitzung von dinglichen Rechten möglich, die ein Recht zum Besitz des Grundstücks geben oder besitzrechtlich geschützt sind (§ 900 Abs. 2 BGB).
Nach § 927 BGB kann ein Eigenbesitzer, der nicht im Grundbuch eingetragen ist, seit 1. September 2009 im Aufgebotsverfahren einen Ausschließungsbeschluss erwirken. Die sog. Kontratabularersitzung (von lat. contra tabulas, gegen die Bücher) durch Ausschluss des Eingetragenen ist zulässig, wenn dieser gestorben oder verschollen ist und eine Eintragung in das Grundbuch, die der Zustimmung des Eigentümers bedurfte, seit 30 Jahren nicht erfolgt ist (§ 927 Abs. 1 Satz 3 BGB). Anschließend wird der Eigenbesitzer als neuer Eigentümer eingetragen (§ 927 Abs. 2 BGB).

## Österreichisches Recht
Die Ersitzung ist im österreichischen Sachenrecht eine Art, vermöge des gesetzlichen Besitzes ein Recht zu erwerben (§ 1452 ABGB). Man versteht darunter den originären Rechtserwerb einer ersitzungsfähigen Sache nach Ablauf der gesetzlichen Ersitzungszeit. Der bisherige Rechtsinhaber verliert dadurch sein Recht an der Sache.
Die Ersitzung erfordert neben der ersitzungsfähigen Sache (§§ 1455–1459 ABGB) einen rechtmäßigen, echten und redlichen Besitz (§§ 1461–1464 ABGB) am Gegenstand und zudem den Ablauf der Ersitzungszeit (§§ 1465–1477 ABGB).

### Eigentliche Ersitzung
Die eigentliche Ersitzung setzt voraus, dass der Ersitzende den Besitz der zu ersitzenden Sache auf ein gültiges Titelgeschäft stützt, beispielsweise einen Kaufvertrag, die Eigentumsverschaffung an der Kaufsache aber rechtlich misslungen ist, insbesondere wegen fehlender Verfügungsbefugnis des Veräußerers. Soweit nicht bereits die Vorschriften über den gutgläubigen Erwerb eingreifen (§§ 367, 456 ABGB), kann sich der Käufer auf die Ersitzung des Eigentums an der Sache berufen, beispielsweise bei abhanden gekommenen Sachen, die weder von einem Vertrauensmann, noch in einer öffentlichen Versteigerung, noch von einem Unternehmer in seinem gewöhnlichen Geschäftsbetrieb erworben worden sind, sowie bei unentgeltlichem Erwerb.
Die Ersitzungsfrist beträgt für bewegliche Sachen drei Jahre, für unbewegliche dreißig Jahre.
Der durch Rechtmäßigkeit, Redlichkeit und Echtheit qualifizierte Besitz ist durch die Actio Publiciana besonders geschützt.

### Uneigentliche Ersitzung
Im Gegensatz zur eigentlichen Ersitzung benötigt man bei der uneigentlichen Ersitzung keinen rechtmäßigen Titel (§ 1477 ABGB), sondern es genügt, wenn das Besitzrecht über einen Zeitraum von 30 oder 40 Jahren ausgeübt wird.
Auf diese Art können auch Servituten, wie beispielsweise Wege- oder Fahrrechte, ersessen werden. Verhindert der Eigentümer einer Liegenschaft dreißig Jahre hindurch nicht beispielsweise die Benützung eines Weges durch den Nachbarn, so kommt es zum (außerbücherlichen) Rechtserwerb an der Servitut. Um gutgläubigen lastenfreien Erwerb entsprechend dem negativen Publizitätsprinzip – was nicht eingetragen ist, gilt nicht – zu verhindern, ist hier eine möglichst baldige Eintragung zu empfehlen.

### „Freiheitsersitzung“
Durch Ersitzung erworbene Servituten gehen wieder verloren, wenn auf sie verzichtet wird, wenn sie einvernehmlich aufgehoben werden oder im Falle einer befristeten Einräumung durch Zeitablauf. Eine weitere Möglichkeit ist die sog. Freiheitsersitzung (usucapio libertatis). Nach § 1488 ABGB verjährt das Recht der Dienstbarkeit durch den Nichtgebrauch, wenn sich der verpflichtete Teil der Ausübung der Servitut widersetzt und der Berechtigte durch drei aufeinander folgende Jahre sein Recht nicht geltend macht. Nach Ablauf dieser Frist ersitzt der verpflichtete Teil die Freiheit seines Grundstücks von der Dienstbarkeit.
Wird also beispielsweise ein Zaun errichtet, welcher die Ausübung eines Fahrrechtes verunmöglicht, dann erlischt die Dienstbarkeit, wenn der berechtigte Teil nicht innerhalb von drei Jahren Klage auf Beseitigung der Störung einbringt.

### Rechtspolitik
Die Bestimmungen Von der Verjährung und Ersitzung im Vierten Hauptstück des Dritten Theils des Allgemeinen bürgerlichen Gesetzbuchs (§§ 1451–1502 ABGB) stammen großteils noch aus der ursprünglichen Fassung des ABGB von 1811. Es besteht in Österreich weitgehend Einigkeit darüber, dass dieser Teil im Interesse der Rechtssicherheit einer grundlegenden Reform bedarf.

## Schweizer Recht
Der gutgläubige Erwerb anvertrauter Sachen durch Rechtsgeschäft ist in Art. 933 des Zivilgesetzbuchs (ZGB) geregelt. Er gilt nicht für abhandengekommene Sachen (Art. 934 ZGB).
Die Ersitzung gehört zu den Arten, kraft Gesetzes Grundeigentum (Art. 661–663 ZGB) oder das Eigentum an einer beweglichen Sache (Art. 728 ZGB) zu erwerben.
Die Rechtsverhältnisse an den herrenlosen und den öffentlichen Sachen werden durch das kantonale Recht geregelt (Art. 664 ZGB).

### Grundstücke
Bei Grundstücken wird zwischen der ordentlichen und der außerordentlichen Ersitzung unterschieden.
Die ordentliche Ersitzung gem. Art. 661 ZGB (Buchersitzung) setzt den 10 Jahre währenden gutgläubigen Besitz einer zu Unrecht eingetragenen Person voraus.
Ein nicht eingetragener Besitzer kann gem. Art. 662 ZGB nach 30 Jahren die Eintragung im Grundbuch unter drei verschiedenen Voraussetzungen verlangen:  entweder, wenn ein Grundstück im Grundbuch nicht aufgenommen ist oder wenn es zwar aufgenommen, sein Eigentümer aus dem Grundbuch jedoch nicht ersichtlich ist oder wenn es aufgenommen und auch der Eigentümer bezeichnet ist, dieser aber bei Beginn der Ersitzungsfrist von dreißig Jahren tot oder für verschollen erklärt war. Derjenige, der die ausserordentliche Ersitzung geltend macht, muss das Grundstück außerdem ununterbrochen und unangefochten während dreißig Jahren als sein Eigentum besessen haben.
Die Ersitzung einer Grunddienstbarkeit ist nur zu Lasten von Grundstücken möglich, an denen das Eigentum ersessen werden kann (Art. 731 ZGB). Gemeint ist, dass unter den Voraussetzungen, unter denen das Eigentum ersessen wird, auch die Ersitzung von Grunddienstbarkeiten möglich ist.
Die für die außerordentliche Ersitzung von Grundeigentum geltende Regel des Art. 662 ZGB kann nach bundesgerichtlicher Rechtsprechung analog herangezogen werden für baugesetzwidrig errichtete Gebäude oder Gebäudeteile innerhalb von Bauzonen, von denen keine Gefahr für Leib und Leben ausgeht. Nach Ablauf von 30 Jahren ist der Anspruch der Behörden, den Abbruch anzuordnen, verwirkt.

### Bewegliche Sachen
Das Eigentum an einer fremden beweglichen Sache kann grundsätzlich nach 5 Jahren des gutgläubigen Eigenbesitzes ersessen werden. Bei Haustieren beträgt die Frist zwei Monate, bei Kulturgütern nach dem Kulturgütertransfergesetz 30 Jahre (Art. 728 ZGB).
Voraussetzung sind der unangefochtene Eigenbesitz und der gute Glaube. Es besteht jedoch eine Erkundigungspflicht des Besitzers im Falle, dass der frühere Besitzer während der Ersitzungsfrist das Eigentum beansprucht. Auf den guten Glauben kann sich auch berufen, wer bei sehr schwierig zu beurteilenden Verhältnissen einer zwar unrichtigen, aber vertretbaren Ansicht folgt.